# Christiane Huth
Pour les articles homonymes, voir Huth.
Christiane Huth est une rameuse allemande née le 12 septembre 1980 à Suhl.

## Biographie
En 2008 à Pékin, elle constitue avec Annekatrin Thiele le deux de couple allemand médaillé d'argent olympique. 

## Palmarès

### Jeux olympiques
- Jeux olympiques d'été de 2008 à Pékin
  -  Médaille d'argent en deux de couple

### Championnats du monde
- Championnats du monde d'aviron 2009 à Poznań
  -  Médaille de bronze en quatre de couple
- Championnats du monde d'aviron 2006 à Eton
  -  Médaille de bronze en quatre de couple